# Zweifleck-Weichwanze
Die Zweifleck-Weichwanze (Stenotus binotatus) ist eine Wanzenart aus der Familie der Weichwanzen (Miridae).

## Merkmale
Die Wanzen werden 5,8 bis 7,4 Millimeter lang. Sie sind verhältnismäßig groß und ihr variabel gefärbter Körper hat mehr oder weniger parallele Seitenränder. Männchen sind in der Regel gelb mit einer ausgedehnten dunklen Musterung am Pronotum und den Hemielytren. Weibchen sind grünlich gelb mit einer deutlich weniger ausgeprägten dunklen Musterung. Beide Geschlechter werden aber mit zunehmendem Alter dunkler und haben eine kräftigere Grundfarbe. Bei den Männchen verfärbt sich das Gelb etwa nach Orange. Die gelblichen Beine sind lang. Ihre Schienen (Tibien) tragen schwarze Dornen. Das letzte Glied der Fühler ist viel kürzer als das dritte Fühlerglied. Die Flügeladern der Membrane der Hemielytren sind typisch gewinkelt. Sowohl die Männchen, als auch die Weibchen haben voll entwickelte (makroptere) Flügel.

## Vorkommen und Lebensraum
Die Art ist in Europa und Asien, östlich bis Sibirien und Japan verbreitet. Sie wurde durch den Menschen in Nordamerika, auf Hawaii, in Neuseeland und Afrika eingeschleppt. In Mitteleuropa tritt die Art überall häufig auf. Besiedelt werden feuchtere, halbschattige und schattige und seltener offene Lebensräume. Die Art tritt auch auf gemähtem und gedüngtem Grünland auf.

## Lebensweise
Stenotus binotatus lebt an Süßgräsern (Poaceae), wie etwa Kammquecken (Agropyron), Lieschgräsern (Phleum), Knäuelgräsern (Dactylis), Fuchsschwanzgräser (Alopecurus), Pfeifengräser (Molinia), Schmielen (Deschampsia), Honiggräser (Holcus) oder Straußgräser (Agrostis), ohne Präferenzen für bestimmte Arten oder Gattungen zu haben. Ältere Nymphen und Imagines saugen bevorzugt an den unreifen Samen der Gräser, jüngere Nymphen saugen vor der Entwicklung der Ähren an den vegetativen Teilen der Pflanzen. Die Überwinterung erfolgt als Ei. Die Nymphen treten ab Mai, adulte Wanzen frühestens ab Anfang Juni, in der Regel ab Juli auf. Im Norden Deutschlands findet man Imagines erst ab August. Die Weibchen legen ihre Eier überwiegend von Mitte Juli bis Mitte August ab. Im September sterben die Adulten.

## Galerie

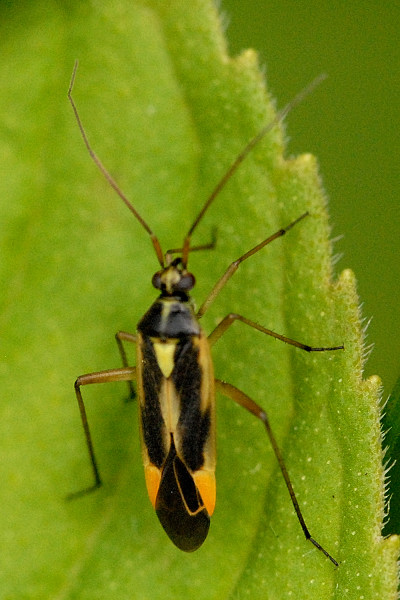
Stenotus binotatus
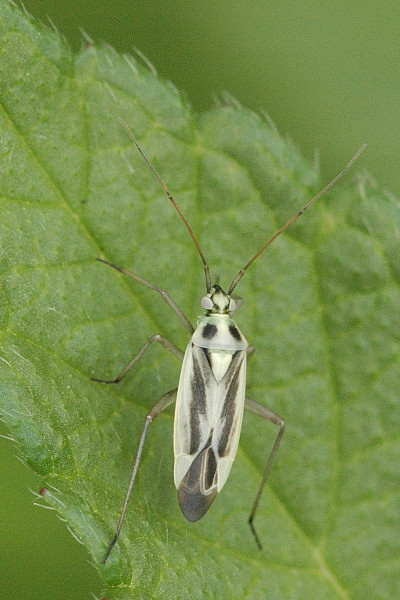
Stenotus binotatus

## Belege